# Sister Act
Sister Act és una comèdia del 1992 protagonitzada per Whoopi Goldberg i dirigida per Emile Ardolino, la qual va inspirar posteriorment una obra musical del mateix nom. El 1993 se'n va estrenar una seqüela: Sister Act 2: Back in the Habit.

## Argument
Dolores Van Cartier és una cantant poc coneguda d'un cabaret de Reno (Nevada), el Clar de Lluna. El seu amant, Vince LaRocca, propietari del cabaret i padrí de la màfia, abat un home davant seu. En esta de xoc, va a la policia on descobreix que ja és conegut pels seus serveis. Per a protegir-la, el tinent Eddie Souther l'amaga a un convent de San Francisco, disfressant-la de religiosa on pren el nom de Marie-Clarence. Dolores té alguns problemes en integrar-se i agradar la mare superior. Aquesta només assigna Dolores una única tasca: ocupar-se de la coral, que fa músiques dels anys 1960. Dolores dona un nou ímpetu a l'establiment religiós, convidant sobretot les germanes a una re-orquestració musical dels seus cants, per acabar en un concert de gòspel davant del Papa Joan Pau II.

## Repartiment
- Whoopi Goldberg: Deloris VanCartier / Mary Clarence
- Kathy Najimy: Mary Patrick
- Wendy Makkena: Mary Robert
- Mary Wickes: Mary Lazarus
- Maggie Smith: Reverenda Mare
- Harvey Keitel: Vince Larocca
- Joseph Maher: Monsignor O'Hara
- Bill Nunn: Eddie Souther
- Rose Parenti: Sister Alma
- Robert Miranda: Joey
- Richard Portnow: Willy

## Al voltant del film
El film ha estat rodat a Los Angeles, San Francisco i Reno (Nevada).
El film ha estat adaptat en comèdia musical, vint anys després de la seva estrena. Coneixent un gran èxit sobretot a Londres i a Broadway, Sister Act és avui produïda a diversos països.

## Premis i nominacions[calcitació]

### Premis
- Premi ASCAP: Top Box Office Films (Marc Shaiman)
- Premi American Comedy: Funniest Actress in a Motion Picture (Whoopi Goldberg), Funniest Supporting Actress in a Motion Picture (Kathy Najimy)
- Premi Image: Outstanding Lead Actress in a Motion Picture (Whoopi Goldberg), Outstanding Motion Picture
- Golden Screen (Alemanya): Golden Screen
- Premi People's Choice: Favorite Comedy Motion Picture

El setembre de 2011, Time Out London publica un top dels millors films de comèdia; el film es troba en la posició 100

### Nominacions
- Artios : Best Casting for Feature Film Comedy
- Premis Globus d'Or 1993 : Millor film musical o comèdia, Millor actriu musical o còmica per a Whoopy Goldberg.